# 耿镇街道
耿镇街道，是中华人民共和国陕西省西安市高陵区下辖的一个街道办事处。
2015年，陕西省民政厅批复同意撤销榆楚镇，将榆楚镇的马北、安家、皂南、钓北、榆楚5个村划归耿镇。
2017年，陕西省民政厅批复同意撤销耿镇建制，设立耿镇街道办事处，街道办事处驻耿镇村。

## 行政区划
耿镇街道下辖以下地区：
耿镇村、虎家村、周家村、苏家村、王家滩村、耿北村、榆楚村、安家村、钓北村、皂南村和马北村。